# BBC România
BBC România a fost un post de radio în limba română, ce aparține British Broadcasting Corporation.
Redacția în limba română a BBC World Service și-a început transmisiile la 15 septembrie 1939 și a emis pentru ultima oară în 31 iulie 2008. La început s-au transmis doar buletine de știri, iar mai apoi au fost difuzate chiar și comentarii politice, note diplomatice și programe culturale.
La 19 septembrie 1940 s-a cerut introducerea celui de-al doilea buletin de știri, iar în vara lui 1941 numărul orelor de emisie în limba română ajunge la 4 ore și 40 de minute pe săptămână și mai târziu, în perioada războiului, la 9 ore și 20 de minute. Însăși echipa redacțională se îmbogățește având zece redactori și colaboratori permanenți la sfârșitul celui de-al Doilea Război Mondial.

## BBC în regimul comunist
În anii ´50 se instaurează regimul comunist, iar accesul la informațiile din Occident este interzis. BBC rămâne printre puținele surse de informare, ținând ascultătorii la curent cu tot ce se întâmplă în lume.
În anii ´60, reluarea relațiilor cu Societatea de Radiodifuziune și Televiziune oferă noi oportunități pentru ascultătorii BBC. Mai mult decât atât, grupuri de jurnaliști români au oportunitatea de a ajunge la Bush House și de a vedea efectiv cum se lucrează într-o redacție BBC. Fluxul de informații devine mult mai ușor, iar în transmisiunile BBC pentru Romania se regăsesc emisiuni culturale, de analiză, știri, dar și lecții de limba engleză.
Locul lui Gheorghe Gheorghiu-Dej este luat în scurt timp de Nicolae Ceaușescu. De altfel, Securitatea controlează accesul la informații, iar personalul redacției BBC este intens supravegheat. Munca jurnaliștilor se dovedește a fi dificilă în acești ani. Informațiile primite din țară se dovedesc a fi doar zvonuri, însă BBC lasă la o parte subiectele care nu pot fi verificate. Totuși redacția a trimis și ziariști în țară.

### BBC după Ceaușescu
După moartea lui Ceaușescu, libertatea de mișcare a oferit BBC-ului posibilitatea de creștere rapidă. S-au angajat primii reporteri locali, oferind un gen de radio modern și introducând în grila de programe interviuri cu politicieni, reportaje, documentare și programe interactive. S-a deschis mai apoi un birou la București de unde s-a transmis în direct de la Parlament sau alte evenimente și locații importante. Beneficiind de subiecte care atrăgeau publicul, BBC a devenit postul de radio internațional cel mai ascultat în România. În perioada care a urmat, BBC a acoperit alegerile din 1992, 1996, 2000 și 2004. După 2000, BBC a pierdut o mare parte din retransmițători și mai mult, s-a orientat spre alte zone ale globului, spre noi centre tensionate, în special spre Orientul Mijlociu.

### Sfârșitul BBC
Pe 15 aprilie 2005 BBC România a lansat oficial frecvența 88 FM la București în prezența președintelui Traian Băsescu, a ambasadorului Marii Britanii în România Quinton Quayle și a directorului BBC World Service Nigel Chapman. 
Din 30 mai 2006 la Timișoara transmisiunile BBC puteau fi ascultate 24 de ore pe zi, șapte zile pe săptămână, pe frecvența FM de 93,9 MHz.
Postul a fost închis însă la data de 31 iulie 2008, ocazie cu care fost decorat Palatul Cotroceni de președintele Traian Băsescu, cu ordinul „Meritul Cultural”, în grad de ofițer.
Închiderea postului a însemnat pentru BBC renunțarea la 46 de angajați (30 la București, 4 la Chișinău și 12 la Londra).
În martie 2012, frecvențele BBC România au fost vândute Arhivat în 24 aprilie 2012, la Wayback Machine., punându-se capăt retransmisiei BBC World Service în România.

## Angajați BBC România (Biroul de la Londra)

### Perioada 1939-1970
| - Liviu Cristea - Adolf Clarence (Larry) Galia - Ion Podea - Jose Campus | - Nicolae Gheorghiu - Victor Cornea - Mircea Stoe - Ioana Herescu | - Constantin Brâncoveanu (fost deținut politic) - Baronul Stârcea - Mihai Niculescu - Victoria Stoe |

### După 1970
| - Dorian Galbinski - Nathan Rosenberg - Jimmy Cornell (Cișmașu) - Anca Roiu - Aurel Bogdănescu - Nicolae Stoian (n.r.Nicolae Costin) - Doina Biggs - Christian Mititelu (n.r.Cristofor Mureșanu) | - Edelina Sterling - Harry Baranaga (n.r.Horia Barbu) - Angela Rădulescu - Tiberiu Stoian - Enric Becescu - Ilie Tecuță - Ivan Helmer (n.r. Benedict Adamescu) - Cristian Thau - Iosif Klein (Medeșan) | - George Fodor - Lucian Gafton - Adrian Velicu - Cristian Dumitrache - Ion Omescu - Marina Dumitrescu - Dana Albu - Irina Bossy-Ghica - Bogdan Berciu (n.r. Veniamin Arnăutu) - Victor Eskenazy (n.r. Victor Moroșan) | - Matei Vișniec - Ruxandra Obreja (n.r. Alexandra Ionescu) - Oana Lungescu (n.r. Ana Maria Bota) - Doina Little (suplinitor) - Mariana Procopiu (suplinitor) - George Stănică (n.r. Claudiu Ștefănescu) - Mihai Vasilescu (n.r. Edgar Șelaru) - Georgeta Cocâltea - Traian Ungureanu - Angela Jianu (suplinitor) |

### După 1990
| - Răzvan Scorțea - Petru Clej - Rodica Culcer - Sorin Ștefan - Sorin Matei - Dan Goanță - Alexandru Hâncu - Adrian Chiculiță - Ovidiu Constantinescu - Stelian Dorobanțu (n.r. Victor Bratu) - Raluca Cotruță - Oana Serafim - Tiberiu Sandu - Tatiana Niculescu Bran (n.r. Tatiana Niculescu) - Eugen Tomiuc - Andrei Vornic - Delia Radu - Tania Roșca (Stănescu) - Nicu Teodorescu - Tudor Mușat - Ana Perescu - Vlad Georgescu - Alice Iacobescu - Antonia Opriță - Valeriu Turcan - Liviu Popescu - Anca Toader - Radu Gafta - Monica Florescu - Andrei Cornea | Directori: - Doreen Berry - George Campbell - Andrew MacDonald - Andrew Piper - Mary Rayne - Christian Mititelu - Răzvan Scorțea Directori adjuncți: - Liviu Cristea, Julian Hale, Larry Galia - Christian Mititelu, Nicolae Stoian, Ruxandra Obreja, Oana Lungescu - Răzvan Scorțea, Petru Clej, Delia Radu | Asistenți de producție: - Erica Elman, Mia Prodan, Ecaterina Davis, Wendy Muston, - Anda Galbinski, Simona de Roma, Flora Papastravu, Rodica Mager, Eligia Helmer - Laura Manu, Andreea Suciu, Cristina Stokes, Andra Chiculiță, Laura Guga Administrarea paginii de internet: - Andra Chiculiță Asistente de redacție: - Beverley Hill - Ildiko Demeter - Jane Cox |

## Biroul de la București
| - Răsvan Popescu - Rodica Chelaru - Cristina Ștefănescu - Horațiu Pepine - Carol Sebastian - Adelina Rădulescu - Daniel Ovidiu Popica - Laurențiu Ciocăzanu - Ovidiu Șimonca - Oana Stănculescu - Mihai Dănciulescu - Tatiana Niculescu Bran - redactor șef birou București - Livia Săplăcan - Ionuț Iamandi - Marilena Stancu (Constantinescu) - Elena Vijulie - Aura Neag - Liliana Nicolae - Nae Bădulescu - Sorin Șerb - Gelu Trandafir - Mircea Zamfir - Florin Budescu - Cătălin Striblea - Corneliu Miclescu - Cătălin Lența - Teodor Tiță - Lea Berzuc - Mihaela Avram - Filip Standavid | - Sergiu Șteț - Mirela Rus - Ciprian Bălțoiu - Dan Tăpălagă - Bogdan Brătescu - Radu Bușneag - Marius Bența - Andrei Manolescu - Selma Iusuf - Gilia Crăciun - Carmen Valică - Adrian Ardelean - Sorin Dragomir - Roxana Lăzărescu - Claudiu Berbece - Dan Apostol - Dan Vasiliu - Adrian Tudor - Ioana Hașu - Octavian Coman - Alexandru Olaru Colaboratori- redactori de emisiune: - Dana Jalobeanu - Adrian Stănică - Cristina Isar - Nicoleta Savin, Marina Dumitrescu, Liliana Simionescu - Dan Apostol, Armand Goșu | Administratori/Manageri birou: - Mirela Scăunașu - Sanda Lucia Foamete - Mihaela Rădulescu - Claudiu Secașiu Director tehnic: - Mihai Dănciulescu Tehnicieni studio: - Valentin Panduru - Nae Cecati - Ionuț Șlincu - Alexandru Răducanu - Colaboratori: Andrei Dăscălescu, Adrian Iftene, Bogdan Graur Director marketing/dezvoltare: - Ligia Marin Documentariști: - Bogdan Petre - Roxana Ioniță - George Călin Contabil: - Alina Corbu Șoferi: - Ghiniță Valente - Marian (Ninel) Vasilescu |